# Dicopia
Dicopia Sluiter, 1905 è un genere di ascidie  della famiglia Octacnemidae.

## Tassonomia
Comprende le seguenti specie:
- Dicopia antirrhinum C.Monniot, 1972
- Dicopia fimbriata Sluiter, 1905
- Dicopia japonica Oka, 1913